# Бесконечная история 3
«Бесконечная история 3» (англ. The Neverending Story III: Escape from Fantasia) — последняя часть трилогии (первые две — «Бесконечная история» и «Бесконечная история 2»). Единственный фильм трилогии, сюжет которого не основан на книге Михаэля Энде (связан с книгой только общими героями).
Фильм стал одной из первых крупных ролей в карьере Джека Блэка. Блэк согласился сниматься в первую очередь потому, что был в восторге от первого фильма 1984 года, и в итоге был так разочарован получившимся результатом, что в течение последующих нескольких лет он наотрез отказывался давать какие-либо интервью о фильме.

## Сюжет
Слип, главарь группы школьных задир, издевающихся над Бастианом (главным героем фильма), крадёт из школьной библиотеки волшебную книгу «Бесконечная история». Посредством книги он обретает власть над страной Фантазией. В итоге Фантазия превращается в царство злых фантазий испорченного мальчишки.
Повелительница Фантазии просит Бастиана отобрать у Слипа книгу. На помощь Бастиану из чудесного мира Фантазии в реальный мир посылаются несколько сказочных существ.

## Критика
Фильм был воспринят негативно, как критиками, так и большинством обычных зрителей. На сайте IMDB фильм имеет очень низкий рейтинг — 3,2 из 10 (по состоянию на 2019 год). Впрочем, фильм был номинирован на получение награды международного фестиваля фантастических фильмов «Фантаспорто».